# Мас, Аннелиз
Аннелиз Мас (нидерл. Annelies Maas (-Kraus), род. 25 января 1960 года, Вагенинген, пров. Гелдерланд, Нидерланды) — голландская пловчиха, призёр Олимпийских игр, чемпионатов мира и Европы.

## Биография
Участвовала в Олимпийских играх 1976 и 1980 года.
На Олимпийских играх 1980 года вместе с Конни ван Бентум, Регги де Йонг и Вилмой ван Велсен завоевала бронзовую медаль в эстафете 4×100 метров вольным стилем. Лучший результат на Олимпийских играх в индивидуальной дисциплине — четвёртое место на Олимпийских играх 1976 года в плавании на 200 метров вольным стилем.
Замужем за немецким пловцом Михаэлем Краусом, призёром Олимпийских игр 1980 года в комбинированной эстафете. После замужества выступала за сборную ФРГ.